# Икарий (из Аттики)

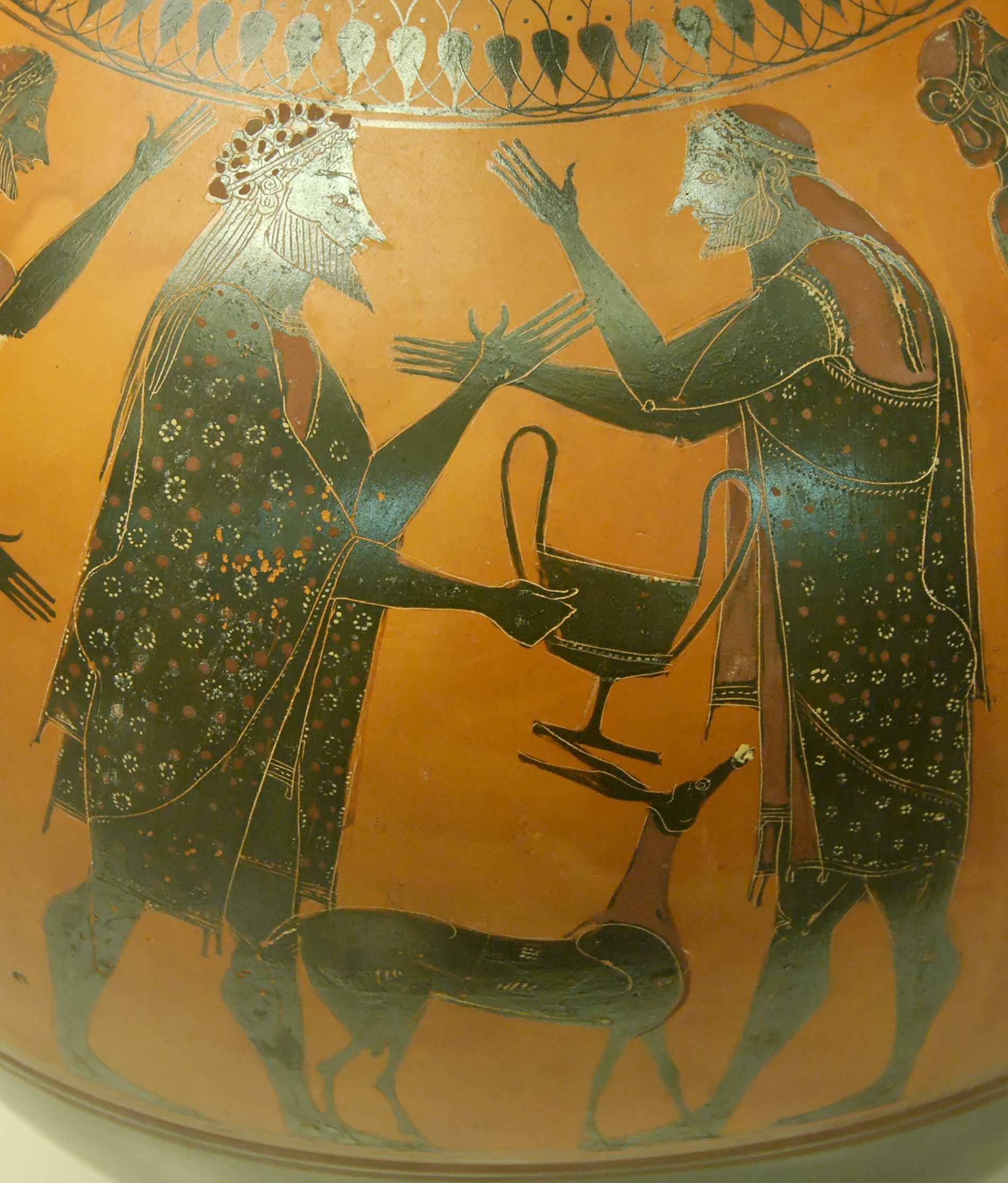
Дионис и Икарий. Чернофигурная амфора из Вульчи, ок. 540—520 до н. э. Британский музей

Икарий (др.-греч. Ἰκάριος) в древнегреческой мифологии — первый человек, научившийся делать вино.
Икарий жил в Аттике в царствование Пандиона. Однажды ему довелось принимать у себя Диониса, и он гостеприимно угостил могущественного бога. В благодарность Дионис дал Икарию виноградную лозу и меха с вином. Икарий, желая распространить виноделие, странствовал по Аттике, угощая данным ему Дионисом вином пастухов.
Те, охмелев от нового напитка и решив, что их отравили, убили Икария. Сотрапезники убили его мотыгами, либо разным оружием. Убийцы Икария бежали на остров Кея. Дочь Икария Эригона со своей верной собакой Мэрой искала могилу Икария, и, найдя её, повесилась на дереве, росшем над ней. Афиняне были наказаны чумой за умерщвление Икария. Их девушки сошли с ума и повесились подобно Эригоне. Чтобы прекратить бедствие, афиняне учредили поминальное празднество эора в честь Эригоны и жертвы из полевых плодов в честь Икария.
Его самого отождествляли с созвездием Волопаса либо с Арктуром, Эригону — с созвездием Девы, а Мэру — с Сириусом или Проционом. В честь Икария был назван один из демов Аттики — Икария в филе Эгеиде.